# Kristian Friderichsen
Peter Kristian Nikolaj Friderichsen, född 24 januari 1853, död 30 mars 1932, var en dansk botaniker.
Friderichsen var från 1908 apotekare i Kellerup. Han ägnade sig särskilt åt studier av Rubussläktet och var en av de främsta kännarna av dess danska och europeiska former. Friderichsen har tillsammans med Otto Gelert utgett Les Rubus de Danemark et de Slesvig (1888), som stöder sig på ett av dem 1885-88 utgivet exsickatverk, och har i de sista upplagorna av Christen Raunkiærs exkursionsflora (1914-22) meddelat en kortfattad översikt över Rubussläktet.